# Kapela sv. Vendelina u Donjoj Bistri
Kapela sv. Vendelina rimokatolička je crkva u naselju Donja Bistra koje je u sastavu općine Bistra i zaštićeno kulturno dobro.

## Opis dobra
Kapela sv. Vendelina smještena je uz glavnu prometnicu u središtu naselja Donja Bistra. Sagrađena je 1761. godine kao jednobrodna građevina manjih dimenzija (cca 5x4 metara). Kapela je nepravilno orijentirana s polukružnom apsidom na južnoj strani. Zaključena je dvostrešnim krovištem pokrivenim biber crijepom. Iznad zabata pročelja podignut je drveni toranj zaključen piramidalnom kapom. Pročelja su obrađena glatkom žbukom, lišena karakteristične arhitektonske plastike. Unutrašnjost kapele presvođena je križnim svodom. U svetištu je izložena oltarna pala nepoznatoga autora iz 18. stoljeća s prikazom iluzionističkoga baroknog oltara i sv. Vendelina u središnjem dijelu kompozicije. Unatoč skromnim tipološkim obilježjima, kapela sv. Vendelina ostvaruje značajnu ulogu u presjeku barokne sakralne arhitekture zaprešićkoga kraja, a svojim položajem u središtu naselja pridonosi njegovoj ukupnoj ambijentalnoj i urbanističkoj vrijednosti kao jedina očuvana povijesna građevina.

## Zaštita
Pod oznakom Z-6333 zavedena je kao nepokretno kulturno dobro – pojedinačno, pravna statusa zaštićena kulturnog dobra, klasificirano kao "sakralna graditeljska baština".